# Mayas grav
Mayas grav är mausoleet för den egyptiska ämbetsmannen Maya och hans fru Merit. Graven finns 500 m söder om Djosers trappstegspyramid i Sakkara söder om Kairo i Egypten. Maya var en ämbetsman hos Horemheb under tiden för farao Tutankhamon (1333-1323 f.Kr.), och även senare när Horemheb blev farao. Maya ansvarade för planeringen av gravarna till de tre sista kungarna under Egyptens artonde dynasti (1550-1290 f.Kr.). Maya dog under Horemhebs nionde regentår.
Graven hittades av en slump 1986 och utgrävningarna påbörjades 1987 och fortgick till 1991. Graven är utförd i öst-västlig riktning och inleds från öster med en bred pylon dekorerad med stenrelief föreställande Maya. Efter pylonen följer den första kolonngården som efter en passage genom ett statyrum med förrådsrum på sidorna leder vidare till den andra kolonngården som har en rundgående kolonn-rad. Slutligen kommer huvudkultkammaren med två sidokapell. Mycket av graven har blivit förstört av forntida och moderna plundrare. I den underjordiska anläggningen finns dock dekorationer i orört originalskick föreställande Maya och hans fru Merit som ber till dödsgudarna. Graven är 44 m i längsled och 16.5 m bred.
Flera av fynden från Mayas grav finns utställda i Egyptiska museet i Kairo, men det mest kända objektet från Mayas grav är en 158 cm hög dubbelstaty föreställande Maya och hans fru Merit. Denna staty finns nu på Rijksmuseum van Oudheden i Nederländerna. Rijksmuseum van Oudheden är det museum utanför Egypten som har flest artefakter från Mayas grav.
I direkt anslutning till Mayas grav finns flera andra gravar. Rakt söder ut finns generalen Ramoses grav och ämbetsmannen Tias grav, och söder om dessa dem ligger Horemhebs grav. Utöver dessa finns även ytterligare ett tiotal gravar söder Mayas grav.

## Galleri över artefakter från Mayas grav

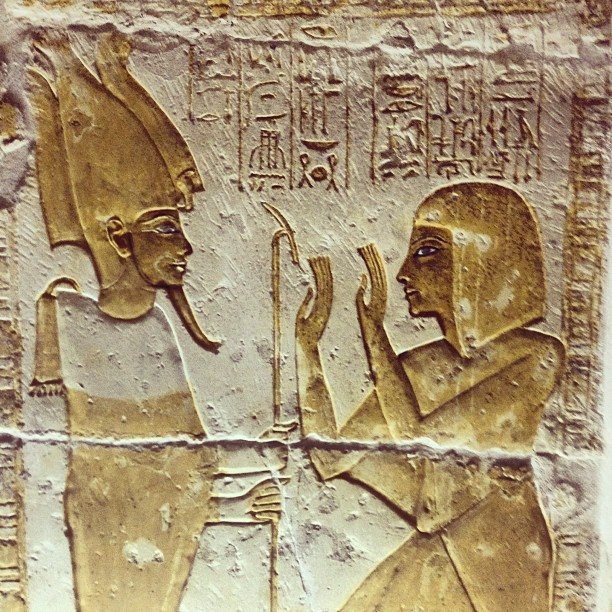
Stenrelief i Mayas grav.
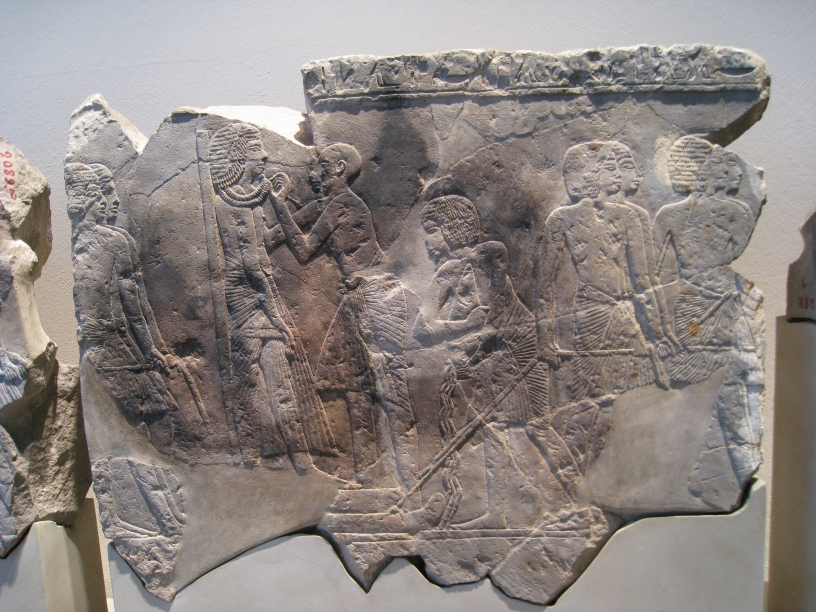
En del av en stenrelik från Mayas grav - nu i Neues Museum i Berlin.
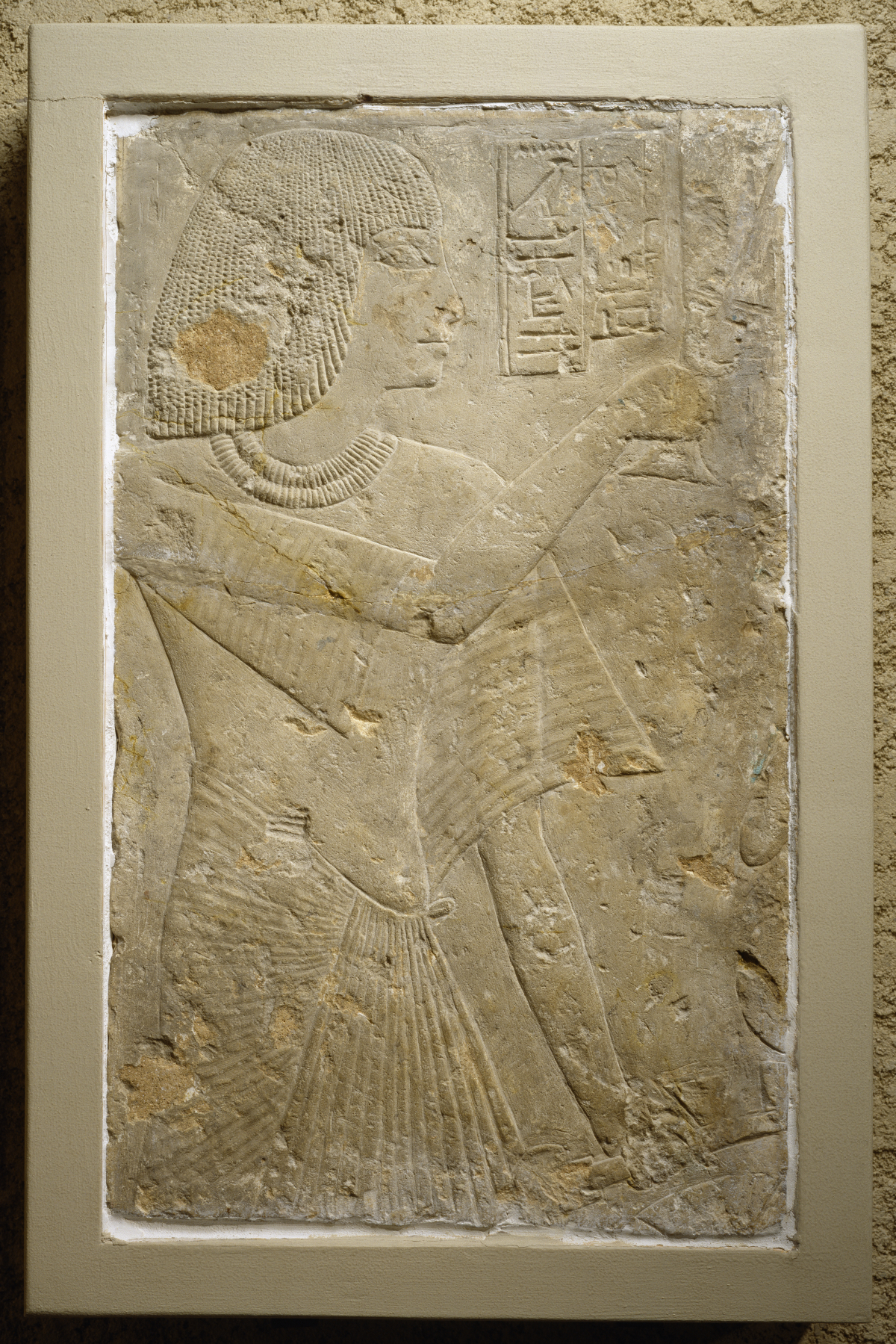
Stenrelief från Mayas grav.
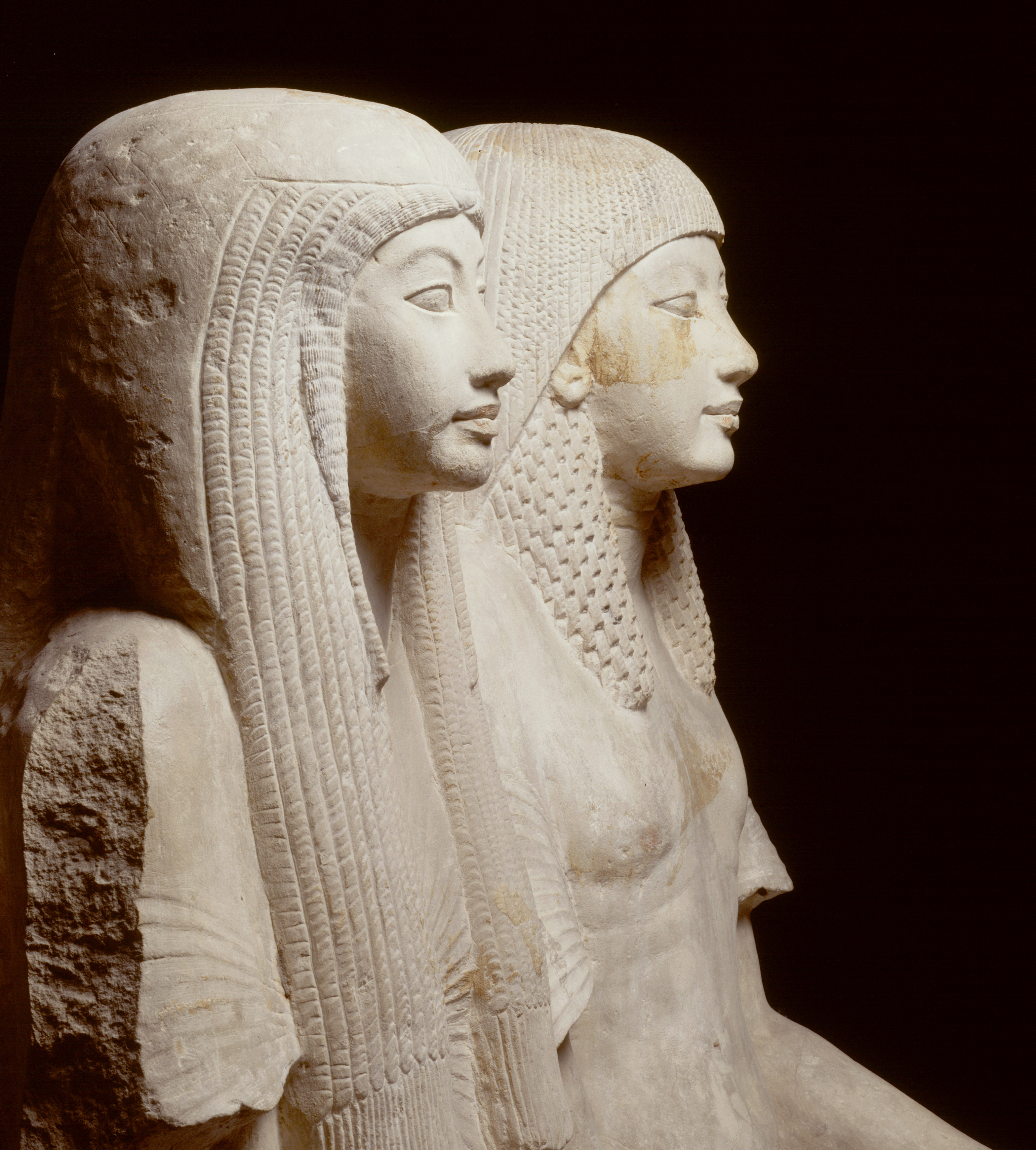
Staty på Maya och hans fru Merit, i Rijksmuseum van Oudheden i Nederländerna.